# Grattersdorf
Grattersdorf – miejscowość i gmina w Niemczech, w kraju związkowym Bawaria, w rejencji Dolna Bawaria, w regionie Donau-Wald, w powiecie Deggendorf, wchodzi w skład wspólnoty administracyjnej Lalling. Leży około 12 km na wschód od Deggendorfu, przy drodze B533.

## Dzielnice
W skład gminy wchodzą cztery dzielnice: Grattersdorf, Nabin, Oberaign, Winsing.

## Demografia
| Rok  | Liczba mieszk. |
| ---- | -------------- |
| 1970 | 1 305          |
| 1987 | 1 365          |
| 2005 | 1 408          |
| 2008 | 1 359          |

### Struktura wiekowa
Dane o ludności z 31 grudnia 2008:
| Opis                                | Ogółem | Ogółem | Kobiety | Kobiety | Mężczyźni | Mężczyźni |
| ----------------------------------- | ------ | ------ | ------- | ------- | --------- | --------- |
| Jednostka                           | osób   | %      | osób    | %       | osób      | %         |
| Populacja                           | 1359   | 100    | 705     | 51,88   | 654       | 48,12     |
| Wiek przedprodukcyjny (0–17 lat)    | 234    | 17,22  | 132     | 9,71    | 102       | 7,51      |
| Wiek produkcyjny (18–65 lat)        | 870    | 64,02  | 419     | 30,83   | 451       | 33,19     |
| Wiek poprodukcyjny (powyżej 65 lat) | 255    | 18,76  | 154     | 11,33   | 101       | 7,43      |

## Polityka
Wójtem od 2002 jest Norbert Bayerl (CSU), jego poprzednikiem był Josef Reitberger. Rada gminy składa się z 12 osób.
|      | CSU | FWG | FWGR | FWGW/OuU | Razem |
| 2008 | 5   | 2   | 2    | 3        | 12    |
| 2002 | 5   | 3   | 2    | 2        | 12    |

## Oświata
W gminie znajduje się przedszkole oraz szkoła podstawowa.